# Talent Team Papendal Arnhem 2020-2021 (maschile)
Questa voce raccoglie le informazioni riguardanti il Talent Team Papendal Arnhem nelle competizioni ufficiali della stagione 2020-2021.

## Organigramma societario
Area direttiva
- Presidente: ?

Area tecnica
- Allenatore: Arnold van Ree

## Rosa
| N° | Nome             | Ruolo | Data di nascita  | Nazionalità sportiva |
| -- | ---------------- | ----- | ---------------- | -------------------- |
| 1  | Jasper Wijkstra  | S     | 29 aprile 2002   | Paesi Bassi          |
| 2  | Mathijs Apine    | C     | 18 marzo 2002    | Paesi Bassi          |
| 4  | Nick Martherus   | L     | 27 maggio 2001   | Paesi Bassi          |
| 5  | Martijn Brilhuis | S     | 2001             | Paesi Bassi          |
| 6  | Luuk Hofhuis     | C     | 2001             | Paesi Bassi          |
| 7  | Alek Aleksov     | L     | 1º marzo 2004    | Paesi Bassi          |
| 8  | Yannick Bak      | S     | 2001             | Paesi Bassi          |
| 9  | Sil Meijs        | P     | 13 marzo 2002    | Paesi Bassi          |
| 10 | Luuk Hoge Bavel  | S     | 14 dicembre 2001 | Paesi Bassi          |
| 11 | Guus Boer        | S     | 2 aprile 2004    | Paesi Bassi          |
| 12 | Tieme de Jong    | P     | 2001             | Paesi Bassi          |
| 13 | Kian Macnack     | O     | 2003             | Paesi Bassi          |
| 14 | Kees Merkx       | P     | 3 giugno 2003    | Paesi Bassi          |
| 15 | Jelle Bosma      | C     | 8 marzo 2003     | Paesi Bassi          |
| 16 | Xander Bomert    | S     | 2003             | Paesi Bassi          |

## Statistiche

### Statistiche di squadra
| Competizione | Punti | In casa | In casa | In casa | In trasferta | In trasferta | In trasferta | Totale | Totale | Totale |
| Competizione | Punti | G       | V       | P       | G            | V            | P            | G      | V      | P      |
| ------------ | ----- | ------- | ------- | ------- | ------------ | ------------ | ------------ | ------ | ------ | ------ |
| Eredivisie   | 10/21 | 10      | 6       | 4       | 9            | 5            | 4            | 19     | 11     | 8      |
| Totale       | -     | 10      | 6       | 4       | 9            | 5            | 4            | 19     | 11     | 8      |